# Чёрный, Григорий Александрович
Григорий Александрович Чёрный (13 апреля 1912 — 10 января 1979) — советский военнослужащий, участник Великой Отечественной войны, Герой Советского Союза, старший телефонист батареи 1-й гвардейской пушечной артиллерийской бригады 1-й гвардейской артиллерийской Глуховской Краснознамённой дивизии Резерва Главного Командования (РГК) 60-й армии Центрального фронта, гвардии ефрейтор.

## Биография
Родился 31 марта 13 апреля 1912 года в станице Гостагаевская ныне Анапского района Краснодарского края.
В Красной Армии с 1941 года. На фронте в Великую Отечественную войну с сентября 1942 года.
26 сентября 1943 года в составе передовых стрелковых подразделений переправился через реку Днепр у села Окуниново Козелецкого района Черниговской области Украины, проложив кабельную линию, посредством которой установил связь плацдарма на правом берегу Днепра с батареей.
Указом Президиума Верховного Совета СССР от 17 октября 1943 года за образцовое выполнение боевых заданий командования и проявленные при этом мужество и героизм гвардии ефрейтору Чёрному Григорию Александровичу присвоено звание Героя Советского Союза с вручением ордена Ленина и медали «Золотая Звезда».
После войны демобилизован. Вернулся на родину — в Краснодарский край. Скончался 10 января 1979 года.